# فورسبی
فورسبی (به سوئدی: Forsby) یک منطقه مسکونی است که در بخش یوله شهرستان یولبوری در کشور سوئد واقع شده است. جمعیت فورسبی در پایان سال ۲۰۱۰ بالغ بر ۶۵۱ نفر بوده است.